# Bruno Sarcevic
Bruno Sarcevic (* 2. Januar 1973) ist ein ehemaliger kroatischer Basketballspieler.

## Werdegang
Sarcevic kam 1994 von der eigenen Jugend ins Bundesliga-Aufgebot der BG Ludwigsburg. Der 1,97 Meter große Flügelspieler spielte bis 1997 für den Bundesligisten. Später spielte er für den MTV Stuttgart.